# Нейтрино (село)
Нейтри́но — село в Эльбрусском районе Кабардино-Балкарской Республики. Входит в состав муниципального образования «Сельское поселение Эльбрус».

## География
Село расположено в южной части Эльбрусского района, в долине реки Баксан. Находится в 22 км к юго-западу от районного центра — города Тырныауза, и в 4 км к северу от административного центра — села Эльбрус.
Граничит с землями населённых пунктов: Эльбрус на юге и Верхний Баксан на севере.
Селение находится в высокогорной части республики, в долине Баксанского ущелья. Перепады высот на территории села значительны и составляют около 250 метров. Средние высоты на территории села составляют 1670 метров над уровнем моря.
Село находится в междуречье рек Адырсу и Адылсу, в ущельях которых расположены более 10 альпинистских лагерей и турбаз. Гидрографическая сеть представлена рекой Баксан и её мелкими притоками, стекающими с окрестных хребтов через территорию села.
Климат умеренно континентальный, выраженный в горных условиях. Средние температуры колеблются от +13,5°C в июле до −5,2°C в январе. Среднегодовое количество осадков составляет 920 мм. Снег в долине лежит в период с октября по апрель. Особо опасен дующий весной с гор в долины горячий сухой ветер — фён, чья скорость может достигать 25—30 м/с.

## История
Село основано в 1977 году при начале строительства Баксанской нейтринной обсерватории. За несколько лет под горой Андырчи был пробит тоннель длиной в 4 км, в котором были установлены детекторы, измеряющие поток нейтрино, идущий от Солнца. Эта обсерватория представляет собой специализированный комплекс подземных лабораторий для экспериментальных исследований по ядерной физике и астрофизике.

## Население
| 2002 | 2010 | 2021 |
| ---- | ---- | ---- |
| 575  | ↗579 | ↗606 |

Национальный состав
По данным Всероссийской переписи населения 2010 года:
| Народ      | Численность, чел. | Доля от всего населения, % |
| ---------- | ----------------- | -------------------------- |
| балкарцы   | 387               | 66,8 %                     |
| русские    | 88                | 15,2 %                     |
| кабардинцы | 35                | 6,0 %                      |
| лезгины    | 16                | 2,8 %                      |
| грузины    | 13                | 2,2 %                      |
| другие     | 40                | 6,9 %                      |
| всего      | 579               | 100 %                      |

По данным Всероссийской переписи населения 2021 года:
| Народ               | Численность, чел. | Доля от всего населения, % |
| ------------------- | ----------------- | -------------------------- |
| балкарцы            | 356               | 58,75 %                    |
| русские             | 100               | 16,51 %                    |
| кабардинцы          | 73                | 12,06 %                    |
| лезгины             | 19                | 3,13 %                     |
| осетины             | 9                 | 1,48 %                     |
| черкесы             | 7                 | 1,15 %                     |
| грузины             | 7                 | 1,15 %                     |
| другие / не указано | 35                | 5,77 %                     |
| всего               | 606               | 100,0 %                    |

## Экономика
Фактически вся экономика села связана с туризмом и деятельностью Баксанской нейтринной обсерватории.